# Denemo
Denemo是一個專門為制谱软件GNU LilyPond而設的自由圖形界面。這套軟件從1999年起已開始編寫。由於使用了GTK+ 2.0，這軟件無論在Linux或Microsoft Windows上均可運行。